# Arhopala hellada
Arhopala hellada är en fjärilsart som beskrevs av Hans Fruhstorfer 1934. Arhopala hellada ingår i släktet Arhopala och familjen juvelvingar. Inga underarter finns listade i Catalogue of Life.